# 郁恵のフレッシュミュージック
『郁恵のフレッシュミュージック』（いくえのフレッシュミュージック）は、1978年10月7日から1979年10月6日まで約1年間続いたTBSラジオの番組。土曜の17:00からの30分枠。いすゞ自動車の一社提供番組で、ジェミニなどの乗用車を生産していた時代であった。

## 概要
アイドル歌手として「夏のお嬢さん」をヒットをさせた榊原郁恵がその元気さを前面に出して始まった。音楽を扱う番組でもあったが、榊原のデビューのいきさつの話や、後輩のホリプロタレントスカウトキャラバンに合格した能瀬慶子をゲストに呼ぶなど、トーク的な色彩の強い番組でもあった。
この時間枠においての後番組は、石野真子がパーソナリティの『ジェミニ・ミュージックパートナー 真子のワンダーランド』であり、やはり女性アイドルの音楽＆トークの番組であった。